# Saxa-Coburg și Gotha
Saxa-Coburg și Gotha sau Saxa-Coburg-Gotha (germană Herzogtum Sachsen-Coburg und Gotha) a fost numele colectiv a două ducate, Saxa-Coburg și Saxa-Gotha de pe teritoriul Germaniei de azi. Ele au fost situate în landurile Bavaria și respectiv Turingia și  între 1826 și 1918 au fost unite într-un ducat dublu cu trăsături de stat federativ. Ducatul dublu s-a desființat în 1918 odată cu celelalte monarhii germane; în locul său s-a înființat Statul Liber de Saxa-Coburg-Gotha. Acesta a fuzionat cu noul stat Turingia doi ani mai târziu.
De asemenea numele de Saxa-Coburg-Gotha se poate referi la familia conducătoare a ducatului, Casa de Saxa-Coburg și Gotha, care a jucat multe roluri variate în istoria dinastică și politică europeană a secolelor XIX și XX.

## Istorie

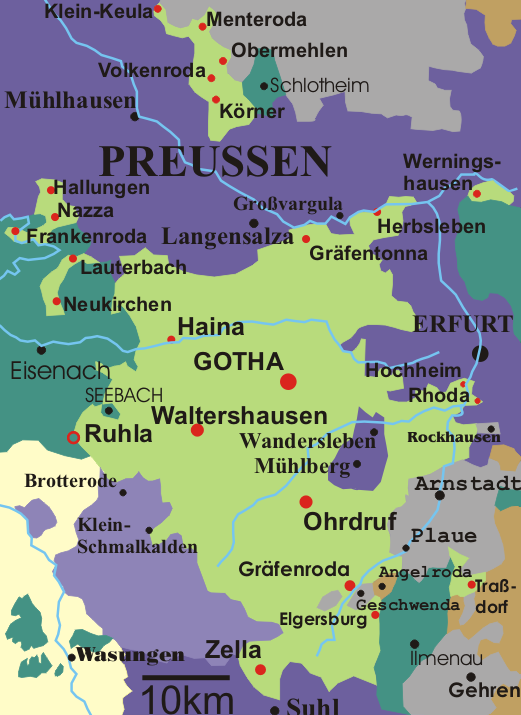
Ducatul de Saxa-Gotha

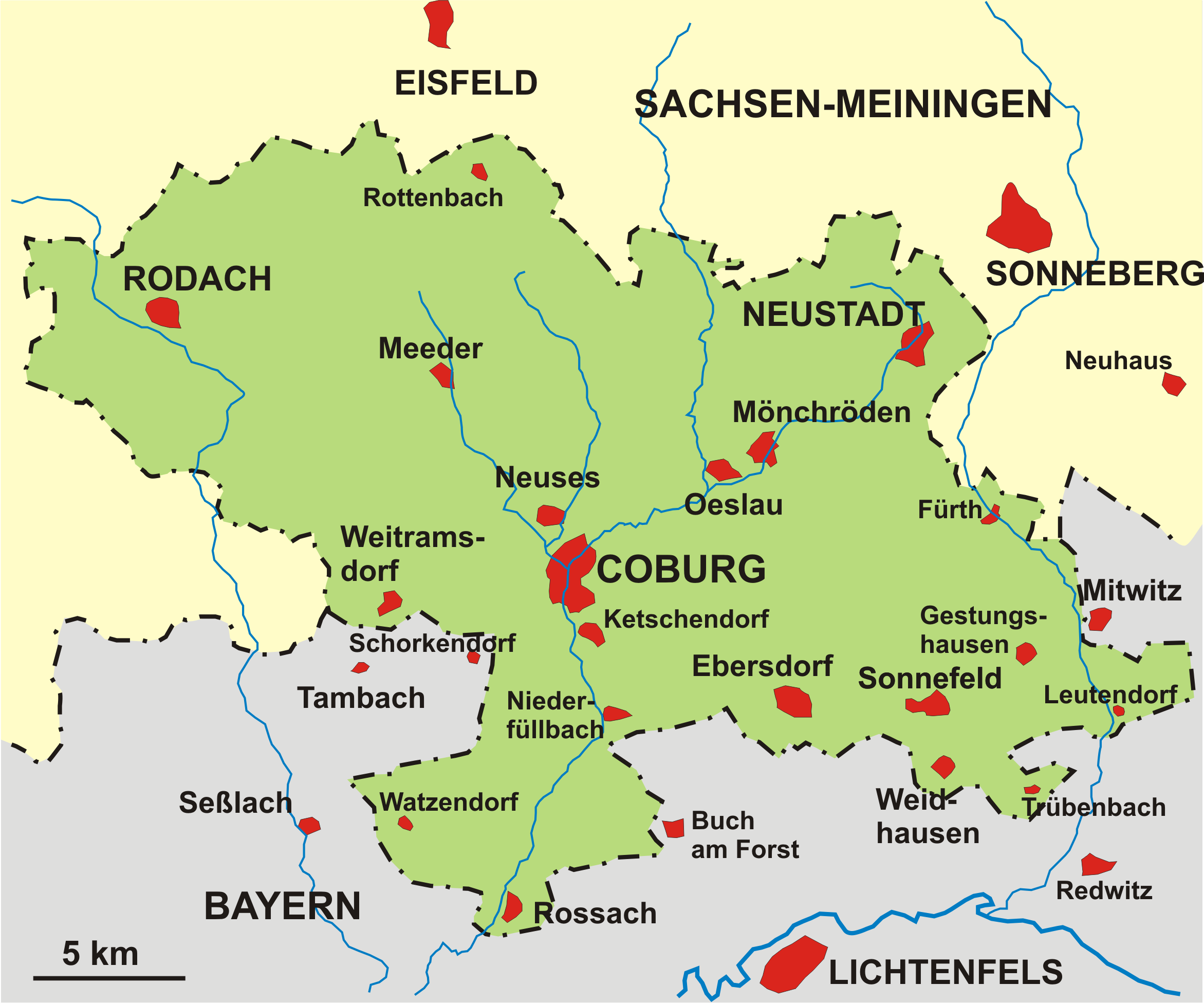
Ducatul de Saxa-Coburg

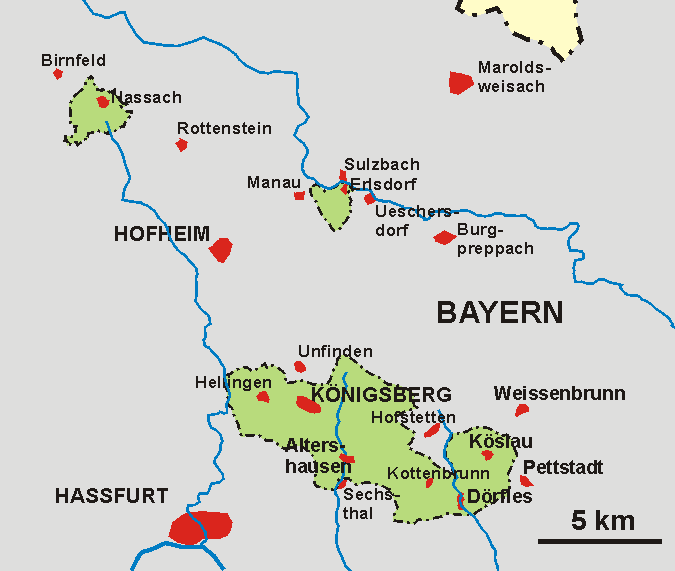
Enclave ale Ducatului de Saxa-Coburg, Königsberg în Bavaria

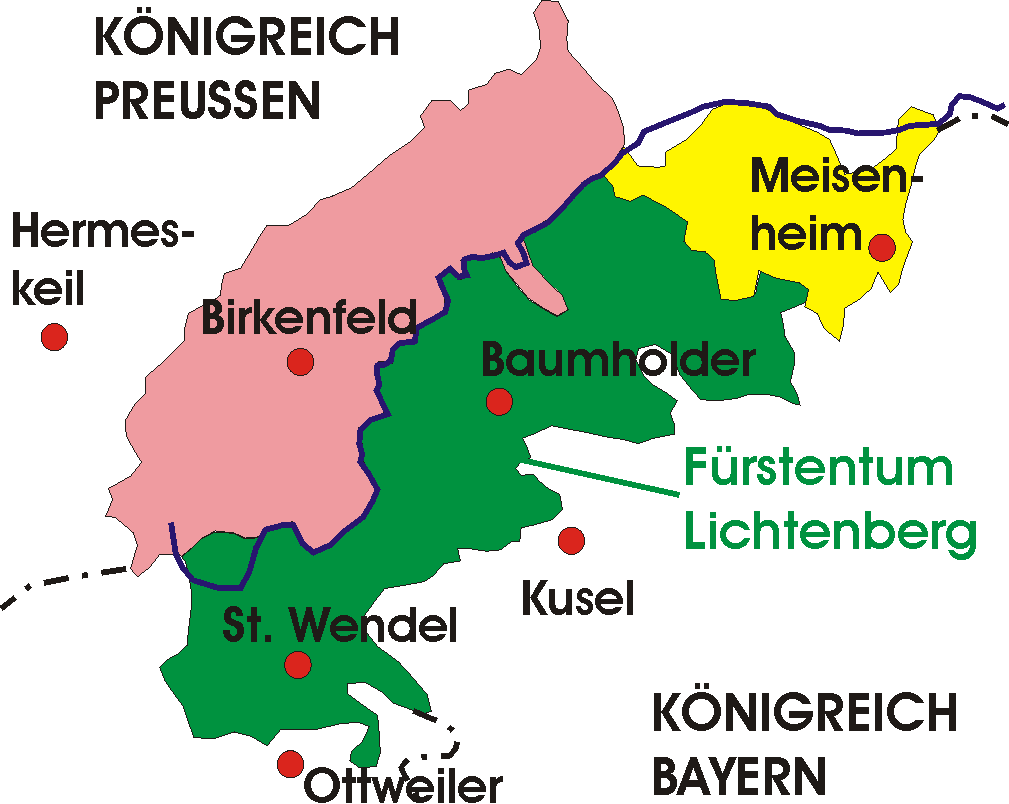
Principatul de Lichtenberg (1816–1834)

Ducatul s-a născut atunci când arbitrajul regelui Saxoniei, Frederic Augustus, a produs Tratatul de la Hildburghausen la 12 noiembrie 1826 pentru "Gothaischen Teilung" [Divizia Gothan], rearanjarea extinsă a ducatelor Ernestine. După extincția liniei Saxa-Gotha-Altenburg, Ducele de Saxa-Hildburghausen a schimbat ducatul său pentru cel de Saxa-Altenburg. Linia Saxa-Meiningen a devenit Saxa-Hildburghausen și a primit de la Saxa-Coburg-Saalfeld teritoriile Saalfelder precum și districtul Themar și locurile Mupperg, Mogger, Liebau și Oerlsdorf. Ducatul de Saxa-Coburg-Saalfeld a primit pentru acesta Ducatul de Saxa-Coburg, districtele Königsberg și Sonnefeld de la Saxa-Hildburghausen precum și proprietățile Callenberg și Gauerstadt de la Saxa-Meiningen.
Pe atunci, Principatul de Lichtenberg era deja o parte din ducatul de Coburg de zece ani. Ernest al III-lea, suveranul de Saxa-Coburg-Saalfeld, a primit principatul în 1816 prin Congresul de la Viena privind acordarea de asistență aliaților în războiul împotriva Franței. Dar, din cauza distanței mari de la Coburg și a tulburărilor cauzate de Festivalul Hambach, Ducele a vândut principatul în 1834 Prusiei.
Ducatul nou creat de Saxa-Coburg și Gotha a fost inițial un ducat dublu, condus de Ernest al III-lea sub numele de Ducele Ernest I într-o uniune personală, dar cu doar un vot în Bundesrat. Posibilitatea de a unifica cele două ducate în 1826 a fost ratată. După Staatsgrundgesetz (legile Casei) din 1852, ducatele au fost legate într-o uniune politică și reală. Ele au fost pe atunci un stat unitar cvasi-federal. Mai târziu, încearcările de a îmbina ducatele au eșuat în 1867 din cauza Dietei de la Gotha care nu a vrut să-și asume datoriile mari ale Coburg.
Ducatul de Saxa-Coburg și Gotha a primit la 3 mai 1852 o constituție națională, care a preluat părți substanțiale din drepturile fundamentale din Constituția Adunării Naționale de la Frankfurt. S-a alăturat astfel Zollverein german în 1834, Confederației Germane de Nord în 1866 și Imperiului German în 1871. 
Ernest I a murit în 1844. Fiul său cel mare și succesor, Ernest al II-lea, a domnit până la moartea sa în 1893. Pentru că a murit fără copii, tronul celor două ducate a trecut descendenților masculini ai fratelui mai mic al ducelui Ernest al II-lea, Albert, Prinț Consort. Însă Albert era soțul reginei Victoria a Regatului Unit și fiul său cel mare, Eduard, Prinț de Wales era moștenitorul aparent al reginei. Prințul Eduard a renunțat la pretenția sa asupra ducatelor în favoarea următorului său frate, Prințul Alfred, Duce de Edinburgh. Astfel, Alfred a devenit următorul Duce de Saxa-Coburg și Gotha.
Singurul fiu al lui Alfred, numit tot Alfred, s-a sinucis în 1899, așa că în 1900 când Ducele Alfred a murit el trebuia să fie succedat de următorul frate, Arthur, Duce de Connaught și Strathearn. Însă acesta a decis să renunțe la drepturile asupra succesiunii atât pentru el cât și pentru fiul său Prințul Arthur de Connaught. Drepturile au trecut următorului frate, mezinul lui Albert, Prinț Consort, Leopold, Duce de Albany. Leopold a renunțat la drepturile sale în favoarea fiului său de 16 ani, Charles Edward. Din cauza vârstei prințului, s-a constituit o regență sub conducerea prințului Ernst von Hohenlohe-Langenburg până în 1905 când Charles Edward a devenit major. Noul duce a continuat să folosească titlul britanic, Duce de Albany însă pentru că a ales să stea de partea germanilor împotriva britanicilor în Primul Război Mondial, titlurile sale britanice au fost retrase în 1919.
După ce Revoluția germană din Noiembrie a dus la sfârșitul monarhiei în 1918, cele două ducate au devenit două state diferite și independente, Statul liber Coburg și Republica Gotha (mai târziu Statul liber Gotha). Dar liderii lor au crezut că noile țări nu erau fezabile economic, astfel încât acestea au început să caute posibile fuziuni. În cele din urmă, un referendum a avut loc la 30 noiembrie 1919 și decizia a fost luată. La 1 mai 1920, Statul liber Gotha a fuzionat cu noul stat Turingia și Statul liber Coburg a fuzionat la 1 iulie 1920 cu statul Bavaria.

## Duci de Saxa-Coburg și Gotha (1826–1918)
- Ernest I (1826–1844)
- Ernest II (1844–1893)
- Alfred (1893–1900)
- Charles Edward (1900–1918)

### Șefi ai Casei de Saxa-Coburg și Gotha (1918–prezent)
- Charles Edward (1918–1954)
- Prințul Friedrich Josias (1954–1998)
- Prințul Andreas (1998–2025)
- Prințul Hubertus (2025–prezent)